# Havslädersköldpadda
Havslädersköldpadda (Dermochelys coriacea) är världens största sköldpadda och förekommer sparsamt i de flesta tempererade och tropiska oceaner.

## Taxonomi
Havslädersköldpaddan är den sista överlevaren i den förhistoriska familjen havslädersköldpaddor (Dermochelyidae).

Familjens ursprung är omstritt. Vissa forskare anser att den avskildes från sköldpaddsordningen redan under trias; andra menar att den uppstod ur den utdöda familjen Protostegidae under yngre krita.

## Beskrivning
Havslädersköldpaddan är världens största sköldpadda och en av de största levande reptilerna.

Den blir ofta över 200 cm lång. Det längsta uppmätta exemplaret torde vara 291 cm,

trots att WWF uppger en maxlängd på 256 cm. Vikten är ofta högre än 500 kg och maximalt uppmätt lär vara 916 kg.
Nyfödda väger cirka 45 g och de förväntas leva i över 40 år. Arten kännetecknas enkelt på grund av sin ryggsköld, övertäckt av tjock, läderartad, delfinliknande hud, och inte gjord av benpansar som hos andra sköldpaddor, och på sina långa främre fenor. Skölden är förstärkt med mindre benplattor. Den platta ryggen är brun till mörkbrun, och har sju längsgående benåsar, vilket skiljer den ifrån alla andra sköldpaddor. Buken är fläckig i mörkbruna och ljusare områden.

Med havslädersköldpaddan som enda undantag så är kräldjur (däribland sköldpaddor) kallblodiga. Således är havslädersköldpaddan varmblodig och kan därmed värma upp sig för egen maskin. Dess system av blodtillförsel till skelett och brosk är unikt. Detta medför att dess kroppstemperatur kan vara upp till 18ºC över den omgivnande vattentemperaturen och tillåter den att uthärda kallt vatten. Förmodligen sker detta med hjälp av muskelkontraktioner.
De kan dyka till djup på upp till 1 200 m, mycket djupare än någon annan havssköldpadda. Eftersom dess skal är så mjukt och flexibelt så krossas den inte av det enorma trycket, utan sammantrycks bara och tar ingen skada. I motsats till de andra sköldpaddorna så tillbringar lädersköldpaddan merparten av sitt liv till havs. Med en bredd på 270 cm har den de längsta simfötterna av och kan ta sig fram snabbare i vatten än alla havssköldpaddor.

## Utbredning
Arten finns i de flesta oceaner, med boplatser på tropiska sandstränder och födosökningsområden som sträcker sig in i subtropiska, tempererade och subpolära latituder så långt norrut som Island och Alaska och så långt söderut som Nya Zeeland. Sköldpaddan genomför omfattande vandringar mellan olika utfodringsområden vid olika årstider, och till och från häckningsområden. Den simmar sällan in på grundare vatten.

Populationen är uppdelad i minst tre distinkta grupper, som skiljer sig åt genetiskt; en atlantisk population, och två i västra, respektive östra Stilla havet.

### Observationer kring Skandinavien
Havslädersköldpaddan har setts vid ett flertal tillfällen vid norska kusten. Ett dött exemplar sköljdes upp på Sjællands Odde på Själland 1948; ett exemplar, möjligtvis samma, såg samma år i Skälderviken vid nordvästra Skåne. Danska fiskare har vid två tillfällen, 1965 och 1979, fångat den i garn. Ett dött exemplar har blivit funnet på Islands nordkust 1963. 15 oktober 1989 fann man en i hummertinor insnärjd och död individ i Tjurpannans naturreservat norr om Grebbestad. Detta exemplar finns numera att beskåda som en avgjutning på Göteborgs Naturhistoriska Museum.

9 februari 2011 fann man en död havslädersköldpadda i dåligt skick på stranden i Borstahusen, Landskrona.
 Den 14 augusti 2017 siktades ett exemplar utanför Å på Lofoten nära båten av en grupp sportfiskare.

## Jakt och föda
Havslädersköldpaddan är allätare med tonvikt på animalisk föda som maneter (även brännmaneter) , bandsalper, fisk, kräftdjur, blötdjur och nässeldjur.

## Fortplantning
Efter parningen, som sker ute till havs, kommer honorna iland tre till sju gånger per år för att lägga sina ägg. Yngelkolonierna är företrädesvis belägna på de centralamerikanska och nordvästafrikanska kusterna; den största kolonin finns på stranden vid Yalimapo i Franska Guyana. Mellan 50 och 170 ägg läggs, och grävs ner, vid varje tillfälle. Äggen kläcks efter 60 till 70 dygn.

## Status
Den är klassificerad som sårbar på grund av minskningen av lämpliga yngelområden, och är ingenstans vanlig.

### Allvarliga hot
Hoten mot havslädersköldpaddor varierar beroende på tid och platser och relativ påverkan på populationerna. De kanske viktigaste hotkategorierna som påverkar havssköldpaddor, inklusive havslädersköldpaddor, är: 

1. Bifångst: oavsiktlig fångst av havssköldpaddor i fiskeredskap som är ämnade för andra arter;
2. Fångst: direkt utnyttjande av sköldpaddor eller ägg för mänsklig användning (konsumtion, kommersiella produkter m.m.);
3. Kustutveckling som påverkar kritiska sköldpaddshabitat: mänsklig förändring av kustnära miljöer på grund av konstruktion, muddring, strandmodifieringar, etc.;
4. Föroreningar och patogener: havsföroreningar och skräp som påverkar havssköldpaddor (genom intag eller ihoptrassling, desorientering orsakad av artificiellt ljus) samt effekter av genomträngande patogener på sköldpaddornas hälsa;
5. Klimatförändringar: nuvarande och framtida effekter av klimatförändringar på havssköldpaddor och deras habitat (t.ex. ökande sandtemperaturer på häckningsstränder som påverkar könsfördelning hos nyfödda, stigande havsnivåer, stormfrekvens och -intensitet som påverkar häckningsmiljöer).[6]

## Källhänvisningar
1. ↑  Dermochelys coriacea på IUCN:s rödlista, auktor: Sarti Martinez, A.L. 2000, besökt 3 maj 2010.
2. 1 2 3 4 5 6  Trolle, Mogens (2007). 100 fantastiska djur. Globe Förlaget. sid. 205
3. 1 2 3 4 5 6  ”Leatherback turtle”. World Wide Fund for Nature. http://wwf.panda.org/what_we_do/endangered_species/marine_turtles/leatherback_turtle/. Läst 29 juli 2014.
4. 1 2  Kåre Fog, Adam Schmedes, Dorthe Rosenørn de Lasson 1996 (2:a tryckn. 2001). Nordens padder og krybdyr s. 352 ISBN 87-12-02982-3
5. 1 2 3 4  Kåre Fog, Adam Schmedes, Dorthe Rosenørn de Lasson 1996 (2:a tryckn. 2001). Nordens padder og krybdyr ISBN 87-12-02982-3
6. 1 2 3  ”Dermochelys coriacea”. International Union for Conservation of Nature and Natural Resources. 2013. http://www.iucnredlist.org/details/full/6494/0. Läst 29 juli 2014.
7. ↑  Dutton, Peter (2006): Building our Knowledge of the Leatherback Stock Structure Arkiverad 30 juni 2007 hämtat från the Wayback Machine.. The State of the World's Sea Turtles report 1: s. 10–11. Läst 2008-07-20
8. ↑  Thomas Cedehagen (1990) Havslädersköldpaddan påträffad i Sverige, Göteborgs Naturhistoriska Museum, Årstryck 1990, sid 51-53
9. ↑  ”Sällsynt sköldpadda hittades vid strandkanten i Borstahusen”. Helsingborgs Dagblad. 9 februari 2011. Arkiverad från originalet den 13 februari 2011. https://web.archive.org/web/20110213041644/http://hd.se/landskrona/2011/02/09/sallsynt-skoldpadda-hittades-vid-i/. Läst 29 juli 2014.
10. ↑  NSA Arkiverad 15 augusti 2017 hämtat från the Wayback Machine. (läst 15 augusti 2017)
11. ↑  Heaslip, Susan G.; Iverson, Sara J.; Bowen, W. Don; James, Michael C. (2012-03-16). ”Jellyfish Support High Energy Intake of Leatherback Sea Turtles (Dermochelys coriacea): Video Evidence from Animal-Borne Cameras”. PLOS ONE 7 (3):  sid. e33259. doi:10.1371/journal.pone.0033259. ISSN 1932-6203. http://journals.plos.org/plosone/article?id=10.1371/journal.pone.0033259. Läst 6 augusti 2017.
12. 1 2  Vincenzo Ferri 1999. Tortoises and Turtles (engelsk övers. 2002) ISBN 1-55209-631-9